# Vårby Bro
Vårby Bro er en fredet bro i granit, der ligger vest for Slagelse i Slagelse Kommune og fører trafikken på hovedvej A1 over Vårby Ådal. Den blev bygget i 1785 og har gennem årene båret en stadig voksende trafik. I 1965 fik Vårby Bro en afløser med motorvejsbroen nogle hundrede meter sydligere.  I 2020 blev der anlagt en ny dobbeltrettet cykelsti mellem Slagelse og Vemmelev. I den forbindelse blev broen renoveret, og der blev anlagt en cykelsti på Vårby Bro.